# Družina Liechtenstein
Družina Liechtenstein, po kateri ima ime kneževina Lihtenštajn, je družina, ki istoimenski državi vlada z ustavno dedno pravico. Do dedovanja prestola so upravičeni zgolj dinastični člani rodbine Liechtenstein; članstvo, pravice in odgovornosti družine so opredeljeni z zakonom o družini, ki ga uresničuje vladajoči knez. Spremeni se lahko z glasovanjem med člani njegove družine, ki pa je ne more spremeniti vlada ali parlament Lihtenštajna.

## Zgodovina
Družina je z gradu Liechtenstein v Spodnji Avstriji, ki ga imela v lasti vsaj od leta 1140 do 13. stoletja in od leta 1807 dalje. V stoletjih si je družina pridobila obsežna zemljišča, predvsem na Moravskem, v Spodnji Avstriji, Šleziji in na Štajerskem, čeprav so ta ozemlja kot fevd upravljali drugi visoki fevdalci zlasti v okviru različnih vej družine Habsburžanov. Lihtenštajnski knezi so bili njihovi svetovalci. Brez ozemlja neposredno pod cesarsko krono družina Liechtenstein ni mogla izpolniti zahteve, ki je bil pogoj za sedež v cesarskem parlamentu.
Sedež v cesarski vladi je pomenil moč in bi ga lahko dobila zaradi zemljišč, ki bi bila pod cesarsko neposrednostjo ali bi jih upravljal sam sveti rimski cesar in imel pravice do zemljišč. Glavi družine je uspelo urediti nakup, od družine Hohenems so leta 1699 kupili majhno gospostvo Schellenberg in leta 1712 grofijo Vaduz. Schellenberg in Vaduz sta imela fevdalnega gospodarja, ki je bil grofovski vladar in suzeren cesarja.
Po nakupu je Karel VI. kot sveti rimski cesar 23. januarja 1719 odredil združitev Vaduza in Schellenberga in ju razglasil za kneževino z imenom Lihtenštajn v čast »[svojega] pravega služabnika Antona Floriana Lihtenštajnskega«. S tem dnem je Lihtenštajn postal član Svetega rimskega cesarstva. Knezi Lihtenštajnski niso stopili v svojo novo kneževino več desetletij, kar je dokaz za politične razloge nakupa.
V skladu z ustavo knežje hiše Liechtenstein iz 26. oktobra 1993 imajo vsi, razen vladajoči princ, naslove princ ali princesa Liechtenstein in grof ali grofica Rietberg.
- Karel I. Lihtenštajnski (1569–1627), ustanovitelj dinastije 1608, podkralj Češke 1622
- Janez Adam I. Lihtenštajnski (1662–1712), pridobil ozemlje kneževine Lihtenštajn
- Janez I. Jožef Lihtenštajnski (1760–1836), zadnji princ pod vladavino Svetega rimskega cesarstva in prvi vladar suverene države od 1806
- Janez II. Lihtenštajnski (1840–1929), združena kneževina s Švico po propadu habsburške monarhije leta 1918
- Franc Jožef II. Lihtenštajnski (1906–1989), med drugo svetovno vojno je ostal nevtralen

## Knežja družina v 21. stoletju
- knez Janez Adam II. in princesa Marie
  -  princ dedič Alois in dedinja princesa Sophie
    - princ Joseph Wenzel
    - princesa Marie-Caroline
    - princ Georg Antonius
    - princ Nikolaus Sebastian

  - princ Maximilian in princesa Angela
    - princ Alfons

  - princ Constantin in princesa Marie
    - princ Moritz
    - princesa Georgina
    - princ Benedikt

  - princesa Tatjana
- princ Philipp Erasmus in princesa Isabelle
  - princ Alexander in princesa Astrid
    - princesa Theodora

  - princ Wenzeslaus
  - princ Rudolf in princesa Tılsım
- Princ Nikolaus in princesa Margaretha
  - princesa Maria-Annunciata
  - princesa Marie-Astrid
  - princ Josef-Emanuel
- princesa Nora, Dowager markiza Mariña

## Palače in rezidence
- Grad Vaduz, rezidenca vladarja kneževine Lihtenštajn
- Grad Liechtenstein v Spodnji Avstriji, sedež prednikov, zdaj družinski muzej
- Lihtenštajnska palača na Dunaju (Canalettova slika 1759/60), zdaj knežja likovna zbirka 16.–18. stoletja
- Lihtenštajnska mestna palača na Dunaju, zasebna rezidenca in knežja likovna zbirka 19. stoletja
- Grad Wilfersdorf, Spodnja Avstrija, knežja avstrijska turistična kmetija
- Grad Valtice na Češkem, včasih glavni sedež družine Liechtenstein do druge svetovne vojne, ko ga je zaplenila vlada
- Grad Lednice na Češkem (zasežen 1945)
- Grad Velké Losiny na Češkem (zasežen 1945)
- Grad Riegersburg, Avstrija, sedež ene od vej družine
- Grad Frauental, Avstrija, sedež ene od vej družine
- Grad Waldstein, Deutschfeistritz, Avstrija, sedež ene od vej družine
- Rosegg, Avstrija, sedež ene od vej družine
- Grad Hollenegg, Avstrija, sedež ene od vej družine